# Christian Blind Mission
La Christian Blind Mission (CBM) è un'organizzazione internazionale, interconfessionale e senza scopo di lucro.
La finalità dell'organizzazione è quella di attuare programmi e progetti di prevenzione e cura della cecità e di altre forme di disabilità fisica e mentale nei paesi in via di sviluppo.

## Storia
Christian Blind Mission è stata fondata nel 1908 dal pastore protestante Ernst Jakob Christoffel. Nel 1989 l'Organizzazione mondiale della sanità (OMS) ha riconosciuto ufficialmente CBM come “Organizzazione professionale nella prevenzione della cecità” e, dieci anni dopo, ha dato vita, insieme all'OMS, ad una grande campagna per l'eliminazione della cecità: Vision 2020.
Nel 2009, l'organizzazione era presente con 10 sedi nazionali in Australia, Canada, Germania, Kenya, Inghilterra, Irlanda, Italia, Nuova Zelanda, Stati Uniti e Svizzera e con 12 uffici regionali nei paesi in via di sviluppo.